# Neostempellina quaternaria
Neostempellina quaternaria är en tvåvingeart som beskrevs av Guo och Wang 2004. Neostempellina quaternaria ingår i släktet Neostempellina och familjen fjädermyggor. Inga underarter finns listade i Catalogue of Life.